# Sassari-Cagliari 1976
La Sassari-Cagliari 1976, ventiseiesima edizione della corsa, si svolse il 2 marzo 1976 su un percorso di 225 km. La vittoria fu appannaggio del belga Roger De Vlaeminck, che completò il percorso in 5h26'31", precedendo l'italiano Franco Bitossi e l'australiano Gary Clively.
Sul traguardo di Cagliari 43 ciclisti portarono a termine la competizione.

## Ordine d'arrivo (Top 10)
| Pos. | Corridore          | Squadra              | Tempo    |
| ---- | ------------------ | -------------------- | -------- |
| 1    | Roger De Vlaeminck | Brooklyn             | 5h26'31" |
| 2    | Franco Bitossi     | Zonca-Santini        | s.t.     |
| 3    | Gary Clively       | Magniflex-Torpado    | s.t.     |
| 4    | Giancarlo Polidori | G.B.C.-Itla-TV Color | s.t.     |
| 5    | Alex Van Linden    | Bianchi-Campagnolo   | s.t.     |
| 6    | Wilmo Francioni    | Magniflex-Torpado    | s.t.     |
| 7    | Frans Van Looy     | Molteni-Campagnolo   | s.t.     |
| 8    | Bruno Zanoni       | G.B.C.-Itla-TV Color | s.t.     |
| 9    | Arnaldo Caverzasi  | Scic-Colnago         | s.t.     |
| 10   | Gabriele Mugnaini  | Furzi-Vibor          | s.t.     |